# 미네소타 주립 대학교 무어헤드
미네소타 주립 대학교 무어헤드(Minnesota State University Moorhead, MSUM)는 미국 미네소타주 무어헤드에 위치한 공립 대학이다. 이 대학의 등록 학생 수는 2019년 기준 7,534명이며 266명의 풀타임 교사 직원을 보유하고 있다. 미네소타 주립 칼리지 및 대학교 시스템의 일부이다. 무어헤드의 레드 리버 오브 더 노스의 미네소타와 서쪽 경계를 두고 위치해 있으며 강을 따라 노스다코타주 파고에 걸쳐있다.

## 같이 보기
- 미네소타주의 대학 목록